# Gabriel III de la Cueva y Girón
Gabriel III de la Cueva y Girón (Cuéllar, c.1515-Milán, 1571), fue un aristócrata, político y militar español, perteneciente a la Casa Ducal de Alburquerque, que desempeñó los cargos de Virrey de Navarra (1560-1564) y gobernador de Milán (1564-1571).

## Biografía
Hijo de Beltrán de la Cueva y Toledo, III duque de Alburquerque, III conde de Ledesma y de Huelma, III señor de las villas de Cuéllar, Mombeltrán, Pedro Bernardo y otras, caballero de la Orden del Toisón de Oro, capitán general del ejército español, además de Virrey de Aragón y de Navarra, y de su mujer, Isabel Girón y de la Vega, hija de los II condes de Ureña, grandes de España. 
Nació en el castillo de Cuéllar (Segovia), propiedad de su padre, sin la esperanza de ser duque de Alburquerque, pues ocupó el tercer lugar en su nacimiento, adelantado por dos varones: Francisco, hijo primogénito y sucesor de su padre, y Juan, que murió joven.
Por ello dedicó la primera parte de su vida a la Orden de Alcántara, y en 1543 ingresó como caballero profeso en ella, de la que más tarde fue comendador en Santibáñez, y, posteriormente clavero de la Orden. Pero en 1563 murió sin sucesión masculina su hermano Francisco, y debido a que el mayorazgo de Alburquerque fue constituido por rigurosa agnación, interpuso pleito a su sobrina, por entonces menor de edad, obteniendo sentencia a su favor el 1 de diciembre de 1565, siendo desde entonces V duque de Alburquerque, [grande de España, II marqués de Cuéllar, V conde de Ledesma y V de Huelma, y señor de varias villas y lugares comprendidos en el ducado, entre ellos Cuéllar, Mombeltrán, Pedro Bernardo y La Codosera.
Sirvió a Carlos I, y en 1560 fue nombrado para el Virreinato de Navarra, junto con los cargos de lugarteniente y capitán general del mismo reino. Ejerció su cargo hasta el año 1564, en que fue nombrado gobernador y comandante general de Milán, donde residió hasta 1571, que falleció en el Palacio Real sin dejar sucesión masculina que heredase su Casa, y con él se extinguió la primera línea primogénita más cercana a Beltrán de la Cueva, primer duque, pasando los Estados al sexto hijo de Francisco Fernández de la Cueva, segundo duque.

## Matrimonio
Contrajo matrimonio con su sobrina Juana de la Lama y de la Cueva, VI señora de la Lama, III marquesa de Ladrada, hija única y heredera de Gonzalo Fernández de la Lama, V señor de la Casa y Estado de la Lama en Segovia y regidor de su ciudad, señor de los mayorazgos y patronatos de los Monjaraz en El Espinar, de Villabella y de las Dehesas y heredamientos del Bravero, el Carrascal y Torre de Mari Esteban, todas en Extremadura, y de Isabel de la Cueva y Portocarrero, II marquesa de Ladrada. 
Fue por ello doña Juana, VI señora de la Lama y de los mayorazgos y patronatos de su padre. Además, durante la gobernación de Milán de su marido, recibió de manos del Papa San Pío V la Rosa de Oro, una condecoración otorgada principalmente a reyes y emperadores católicos. Una vez viuda, contrajo segundas nupcias Juana de la Lama en 1580 con Juan Luis de la Cerda, VI duque de Medinaceli. Del matrimonio de Gabriel y Juana nacieron dos hijas:
- María de la Cueva y de la Lama, que murió joven y no pudo suceder en la Casa y Estados de su madre. Tras la muerte de su padre se tituló duquesa de Alburquerque durante varios años, hasta que en 1571 su primo hermano Beltrán de la Cueva y Castilla abrió pleito en la sucesión, al que se añadieron Isabel de la Cueva y Córdoba, hija del cuarto duque y también su prima; Antonio de la Cueva, marqués de Ladrada y Gabriel de Velasco, conde de Siruela. Los bienes pertenecientes al Estado y sus mayorazgos fueron secuestrados en enero de 1573, y en diciembre del mismo año se promulgó sentencia a favor de su primo Beltrán, que fue VI duque.
- Ana de la Cueva y de la Lama (*Milán), quien por muerte de su hermana María, fue heredera de su madre, titulándose IV marquesa de Ladrada. Casó a la vez que su madre lo hizo en segundas nupcias, con su hermanastro Juan de la Cerda y Aragón, primeramente V marqués de Cogolludo, y después VI duque de Medinaceli y otras dignidades, de quien tuvo una hija que fue inmediata sucesora de su padre, Juana de la Cerda y de la Cueva, pero finalmente nació de un segundo matrimonio un hijo varón que la desplazó en la línea sucesoria.

| Predecesor: Beltrán II de la Cueva y Toledo         | Virrey de Navarra 1560 - 1564         | Sucesor: Alfonso de Córdoba y Velasco       |
| Predecesor: Francisco Fernández de la Cueva y Girón | Duque de Alburquerque 1563 - 1571     | Sucesor: Beltrán III de la Cueva y Castilla |
| Predecesor: Francisco Fernández de Ávalos           | Gobernador del Milanesado 1564 - 1571 | Sucesor: Álvaro de Sande                    |